# Nick Kiriazis
Nick Kiriazis (né à Madison, Wisconsin, le 9 juin 1969) est un acteur américain. Il est surtout connu pour avoir interprété le rôle du Père Antonio Torres dans Sunset Beach, de 1998 à 1999.

## Biographie
Après avoir déménagé à 3 ans, Nick a grandi à Long Island, New York. Il a obtenu un diplôme d'art théâtral à l'Université d'État de New York à Stony Brook.'

## Filmographie

### Cinéma
- 1996 : Tin Cup : un gars au bar
- 2000 : Eventual Wife : Richard
- 2002 : Laurel Canyon : Justin
- 2003 : Wide and Open Spaces : Travis
- 2004 : Back When We Were Grownups (téléfilm) : Joe
- 2005 : The Food Chain: A Hollywood Scarytale : Devon Casey
- 2005 : Widowmaker : Sean
- 2007 : Primal Doubt (téléfilm) : Travis Freeman
- 2008 : Super Héros Movie : officier de police
- 2009 : Desert Vows : Rich

### Télévision
- 1996 : Wings
- 1996 : Beverly Hills 90210 : Prince Carl
- 1997 : George & Leo
- 1998 : Sunset Beach : "Père" Antonio Torres
- 2001 : Titans : Bryan
- 2001 : V.I.P. : Damien Kane
- 2001 : Boston Public : Mr. Landis
- 2002 : Frasier : Clint
- 2002 : Providence
- 2003 : Charmed : Evan
- 2005 : Numb3rs : Rob Evans
- 2007 : Les Experts : Manhattan
- 2007 : Hôpital central : Ric Lansing (remplacement pour deux épisodes seulement)
- 2007 : Premiers Doutes : Travis Freemand
- 2011 : Los Angeles, police judiciaire : George Patrick
- 2011 : The Protector : Jason King
- 2012 : Mon Père Noël bien-aimé (Matchmaker Santa) : Bill Hogan